# George Sykes
George Sykes (né le 9 octobre 1822 à Dover, État du Delaware, et mort le 8 février 1880 à Fort Brown, État du Texas) est un major-général de l'Union. Il est enterré au cimetière de West Point, État de New York.

## Avant la guerre
George Sykes est le petit-fils de James Sykes, un ancien gouverneur du Delaware. Il est diplômé de l'académie militaire de West Point en 1838, trente-neuvième d'une promotion de cinquante-six cadets. Il est breveté second lieutenant le 1er juillet 1842 dans le 3rd U.S. Infantry.
Il est promu second lieutenant le 31 décembre 1843, et premier lieutenant le 21 septembre 1846. Il participe aux guerres séminoles. Il participe à la guerre américano-mexicaine. Il est breveté capitaine le 18 avril 1847 pour bravoure et service méritoire à la bataille de Cerro Gordo. Après la guerre, il est affecté dans des postes isolés du sud-ouest. Il est promu capitaine le 30 septembre 1855, et commandant le 14 mai 1861, dans le 14th U.S. infantry.
Pendant son service dans l'armée régulière, il acquiert une réputation de lenteur, en raison notamment de son respects des règles consommateur de temps. Il est alors surnommé « Tardy George ». Lorsque la guerre de Sécession éclate, contrairement à plusieurs officers de son État natal pour aller combattre pour les États confédérés, il ne démissionne pas de l'armée.

## Guerre de Sécession
George Sykes est reconnu comme un officier de la « vieille armée », solide et intransigeant, et particulièrement méthodique. Ses subordonnés le trouve rigide, hargneux et impassible. Il commande un bataillon de l'armée régulière lors de la première bataille de Bull Run. Ses troupes de réguliers parviennent à ralentir la déroute unioniste lors des combats. Il est nommé brigadier-général des volontaires le 28 septembre 1861 en raison de ses performances lors de la bataille et participe alors à la campagne de la Péninsule. Il commande une brigade de réguliers et part à Yorktown. Lorsque le Ve corps est créé, il prend le commandement de la deuxième division qui est principalement composée de réguliers. Il est breveté colonel le 27 juin 1862 pour bravoure et service méritant lors de la bataille de Gaines's Mill au cours de laquelle les « réguliers de Sykes » tiennent leurs positions face à l'attaque confédérée jusqu'à l'effondrement de la ligne de l'Union à un autre endroit. Son nom apparaît en premier dans les recommandations du commandant du corps. Il est nommé major-général des volontaires le 29 novembre 1862. 

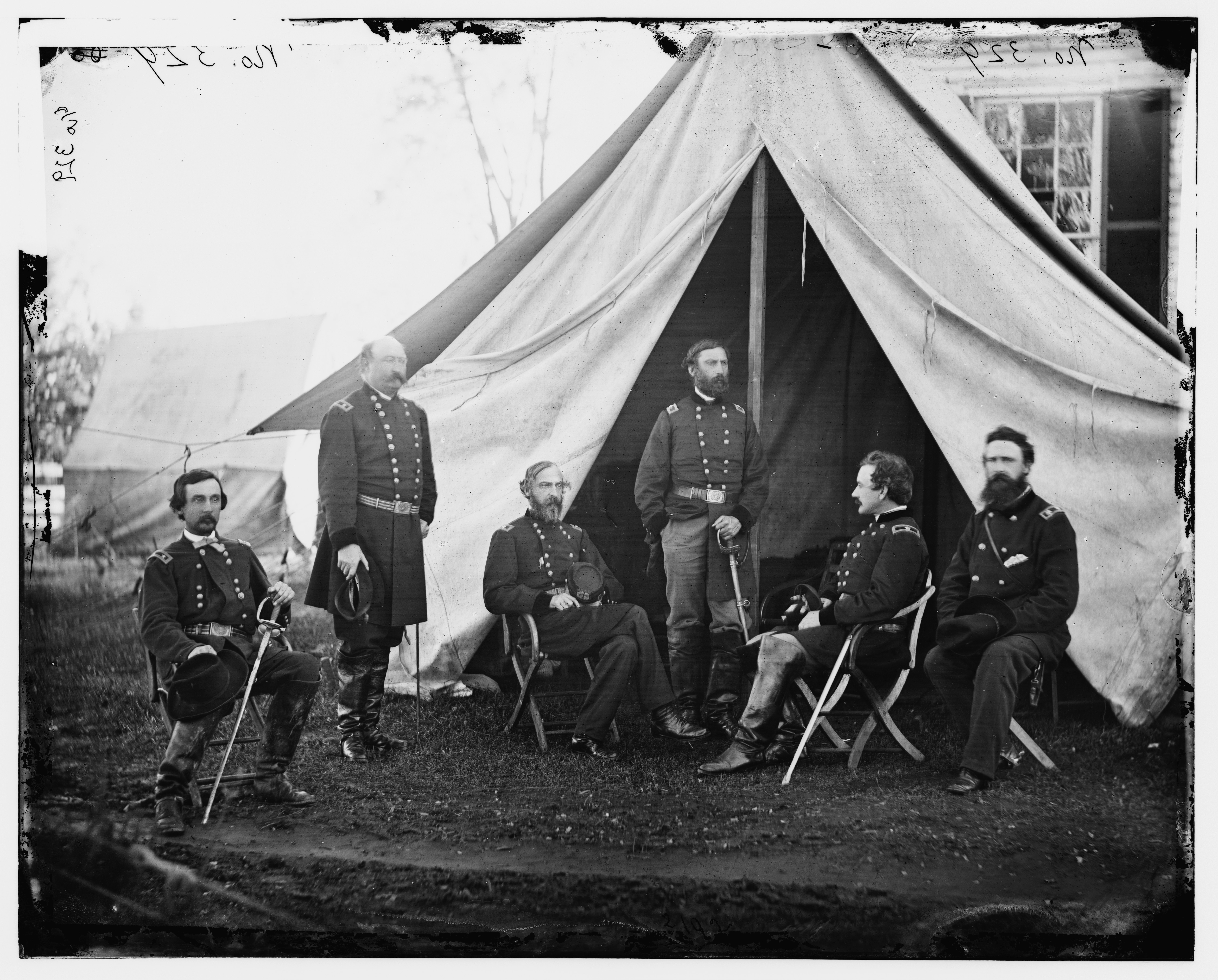
Culpeper (Virginie). Généraux de l'armée du Potomac : Gouverneur K. Warren, William H. French, George G. Meade, Henry J. Hunt, Andrew A. Humphreys, George Sykes.

En mai 1863, les « réguliers de Sykes » mènent une colonne de flanquement contre les arrières de l'armée de Robert E. Lee au début de la campagne de Chancellorsville. Le major général Joseph Hooker rappelle les troupes de Sykes après le début d'un engagement contre des forces supérieures en nombre, et ce faisant, les troupes de Sykes ne sont plus utilisées pendant le reste de la campagne.
Sykes montre de meilleures qualités en défense qu'en attaque ce qui aurait pu le maintenir à un rôle de commandant divisionnaire. Cependant, le 28 juin 1863, il prend le commandement du V corps de l'armée du Potomac lorsque le major général George Meade en prend le commandement,.
Lors de la bataille de Gettysburg il soutient le III corps du général Daniel Sickles et l'aile gauche de la ligne de l'Union. Le général Gouverneur K. Warren, ayant observé un vide dans les positions de l'Union sur Little Round Top, persuade le général Sykes de le combler avec de l'artillerie et deux brigades pour s'assurer de tenir le terrain. Il participe à la campagne de Mine Run. Il est relevé de son commandement au cours de la réorganisation de l'armée après que le général Meade a jugé son action trop lente et le remplace par le major général Gouverneur Warren. Il est alors transféré à l'ouest au Kansas où il passe le restant de la guerre.
Il est promu lieutenant-colonel dans l'armée régulière le 16 octobre 1863 dans le 5th U.S. Infantry. Au printemps 1864, il est muté dans le département du Kansas. Le 13 mars 1865, il est breveté brigadier-général  pour bravoure et service méritant lors de la bataille de Gettysburg et major-général, pour les mêmes motifs, sur le champ de bataille durant la guerre.

## Après la guerre
George Sykes quitte le service actif des volontaires le 15 janvier 1866 et retourne dans l'armée régulière,. Il est promu colonel 12 janvier 1868. Il commande le 5th U.S. Infantry  jusqu'à sa mort à Fort Bowen au Texas d'un cancer.
Daniel Harvey Hill dira de lui : « le général George Sykes [était] un homme du Sud de naissance, et mon camarade de chambre à West Point - un homme admiré de tous pour son honneur, son courage, sa franchise, et que j'appréciais particulièrement pour ses qualités sociales. »